# Бивио Мортола (Казерта)
Бивио Мортола је насеље у Италији у округу Казерта, региону Кампанија.
Према процени из 2011. у насељу је живело 567 становника. Насеље се налази на надморској висини од 75 м.